# Сіра масть

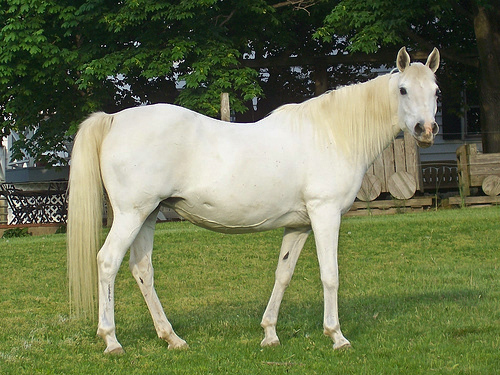
Кінь арабської породи сірої масті.

С́іра масть — одна з похідних мастей коней, що виникла внаслідок генетично обумовленого явища раннього посивіння коней. Лошата сірої масті зазвичай народжуються гіпперпігментованими, з яскраво вираженою наявністю пігменту в шерсті та волоссі, що визначена кольоровою гамою своєї базової масті, і з віком сивіють і втрачають ознаки присутності пігменту у шерсті та волоссі.

## Опис

### Головні ознаки
- Сіра масть характеризується наявністю окремих етапів посивіння, першим проявом якого є насиченість та затемнення кольору внаслідок посиленого продукування пігменту, а крайньою точкою — повна відсутність пігменту в волосяному покриві коней.
- Колір копитного рогу, шкіри та очей дорослого коня не залежить від сірої масті, а є наслідком комбінації генів, що відповідають за базову масть у коней.

### Відтінки сірої масті
Для сірої масті відтінками слугують окремі етапи або фази посивіння, які не мають генетичного підпорядкування, але мають свій візуальний опис і змінюються один на інший впродовж життя коня. Виділяють наступні відтінки сірої масті коней:
- Темно-сіра
- Червоно-сіра
- Рожево-сіра
- Сіра в яблука
- Сіра в гречку
- Горностаєво-сіра
- Світло-сіра

Темно-сірими називають коней на самому початку посивіння, коли білих волосків ще небагато, а найсвітлішою точкою на тілі є голова та кінчик хвоста, з останніх за нормальних умов і починається процес посивіння. Найбільше темно-сірих представників помічено з темним базовим тлом, з такими основними мастями як ворона, гніда, булана, савраса (гнідо-савраса або мишаста), і їх найтемнішими відтінками, що згодом посивіють. Червоно-сірими та рожево-сірими називають коней сірої масті з рудим або гнідим базовим тлом, адже найчастіше саме ці масті можуть здатися дійсно червоними або рожевими для наших очей. Якщо кінь має світлі округлі області на темно-сірому, червонувато-сірому або просто сірому тлі, то таку масть називають сірою у яблука. Горностаєвим відтінком сірої масті вважають рівномірно сіре або майже біле забарвлення тулуба з контрастно чорним кольором захисного волосся та ніг коня. У сірого в гречку коня по шерсті розкидані дрібні кольорові цяточки — скупчення пігменту чорного, коричневого, рудого або жовтого кольорів. У світло-сірих коней колір шерсті та волосся повністю вибілений, що означає останню із можливих стадій посивіння коней, коли пігменту візуально не залишилось.

Етапи посивіння сірої масті.
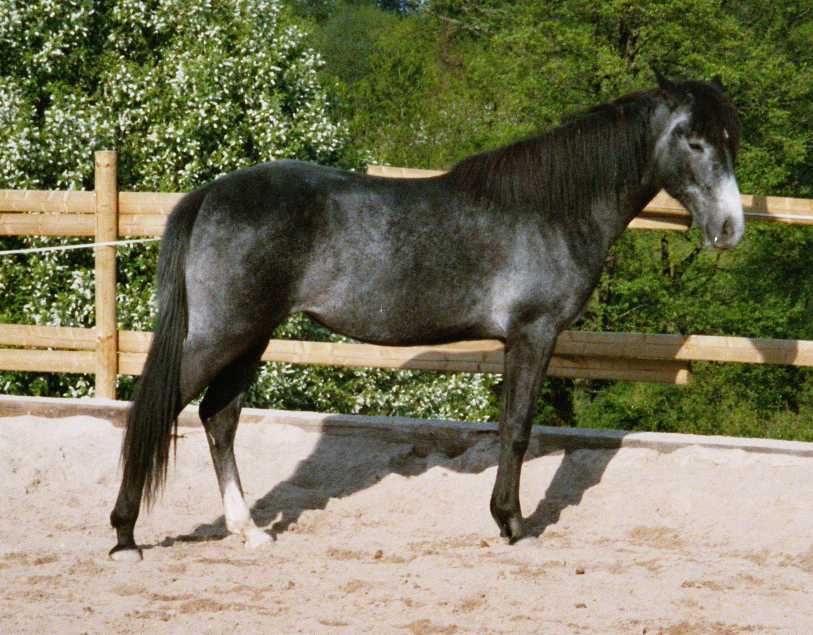
Темно-сіра
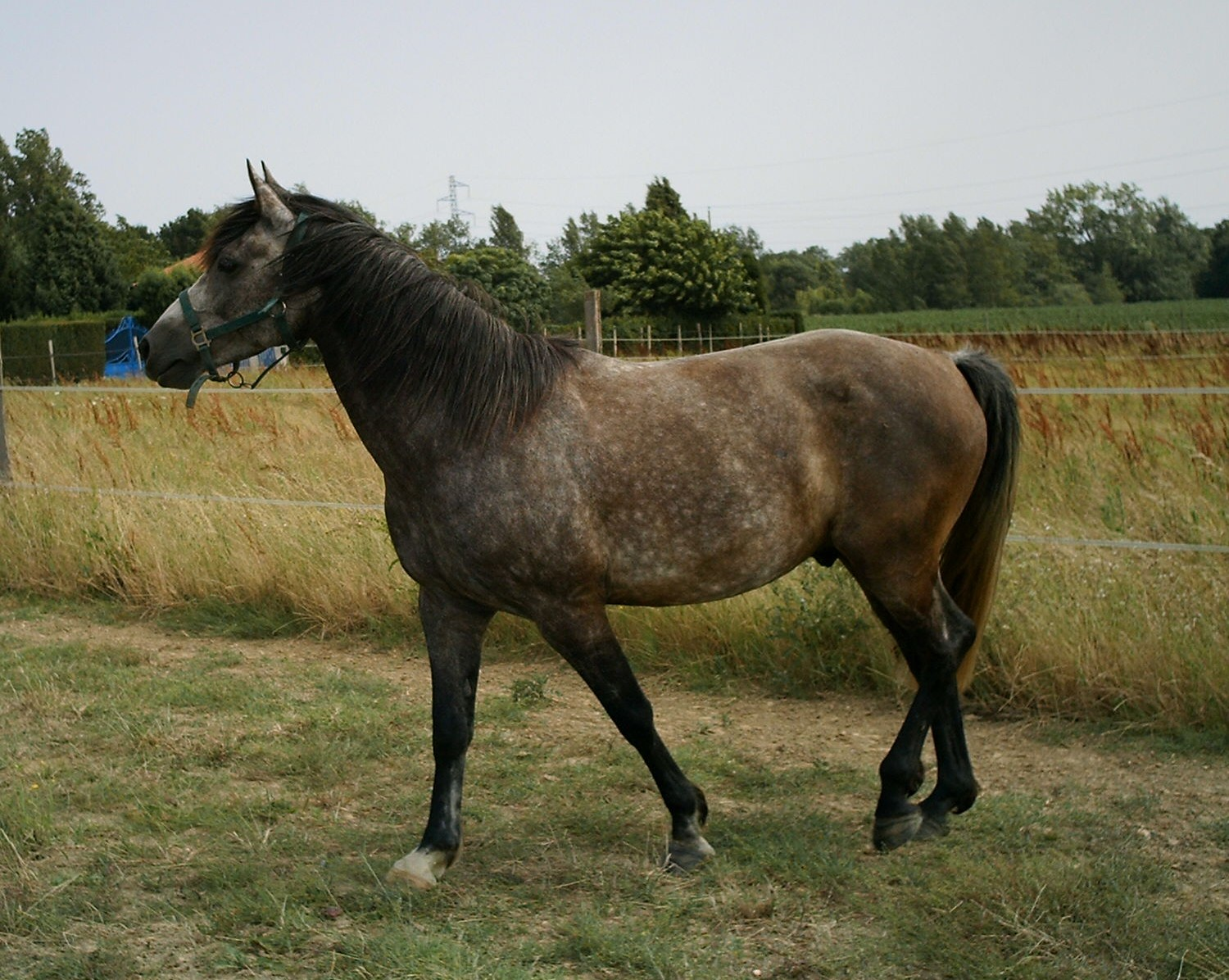
Червоно-сіра
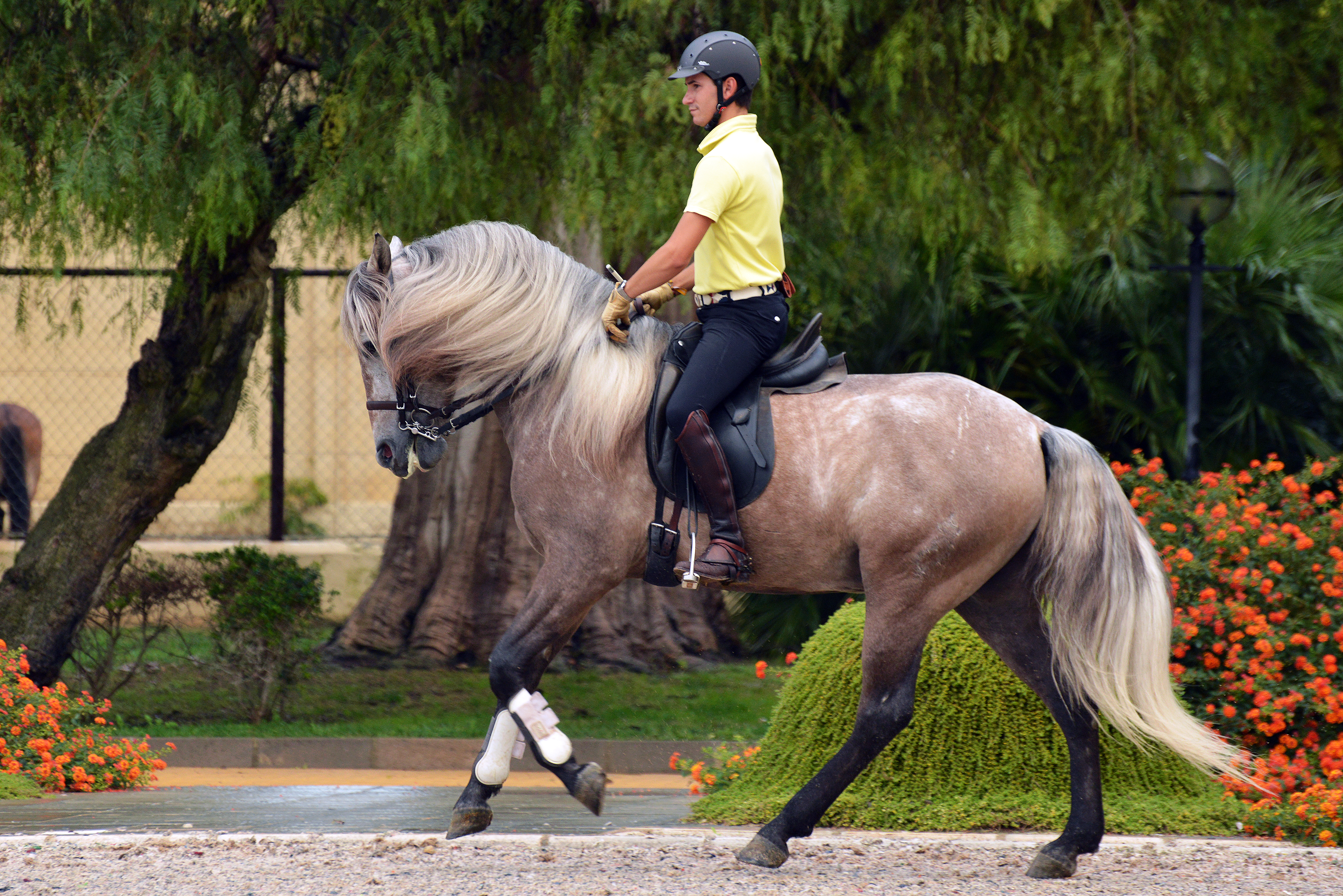
Рожево-сіра
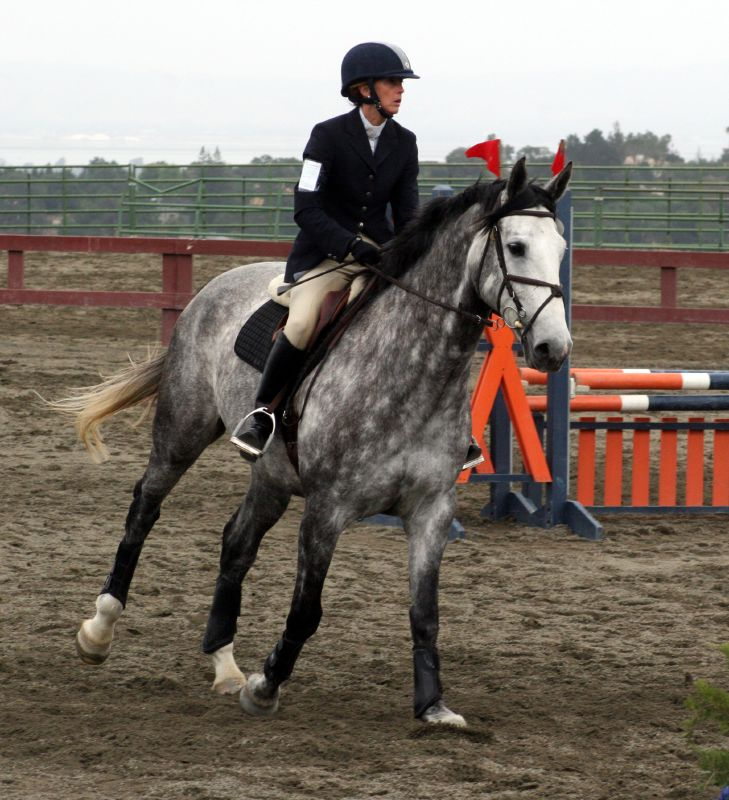
Сіра в яблука
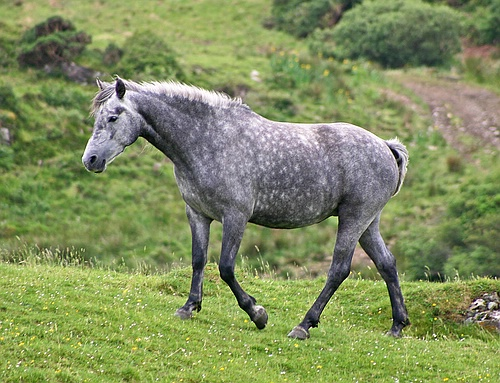
Сіра в яблука
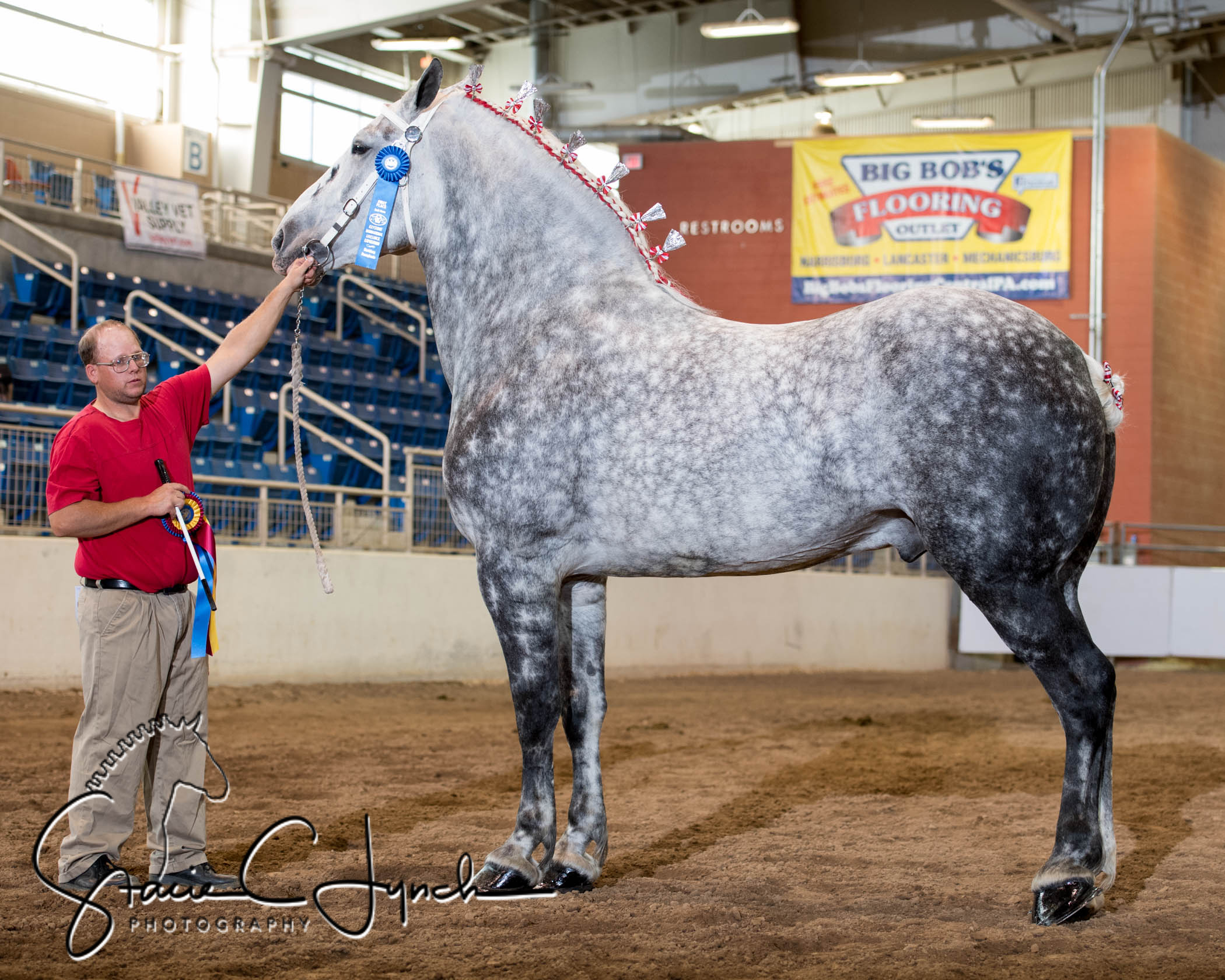
Сіра в яблука
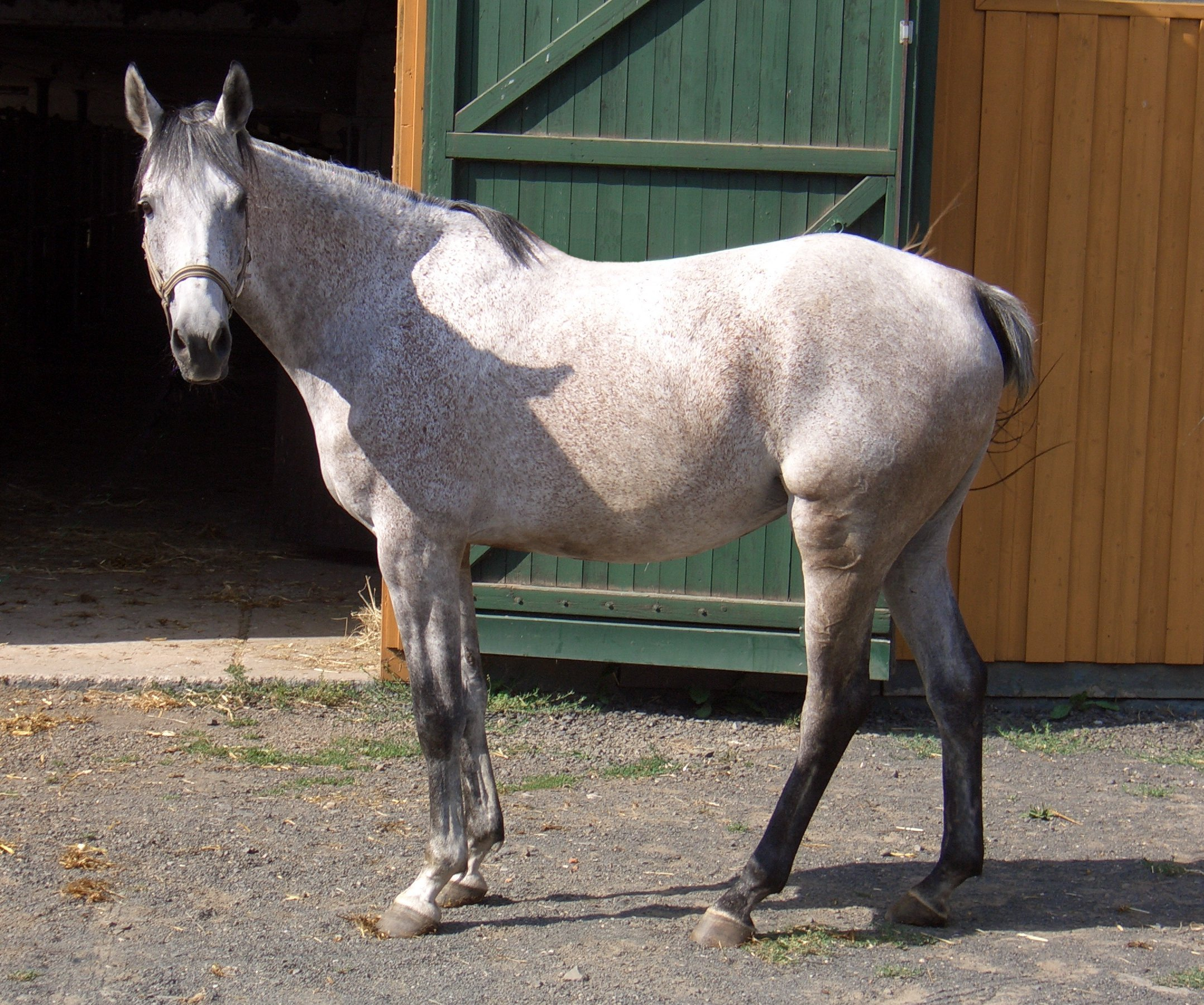
Сіра в гречку
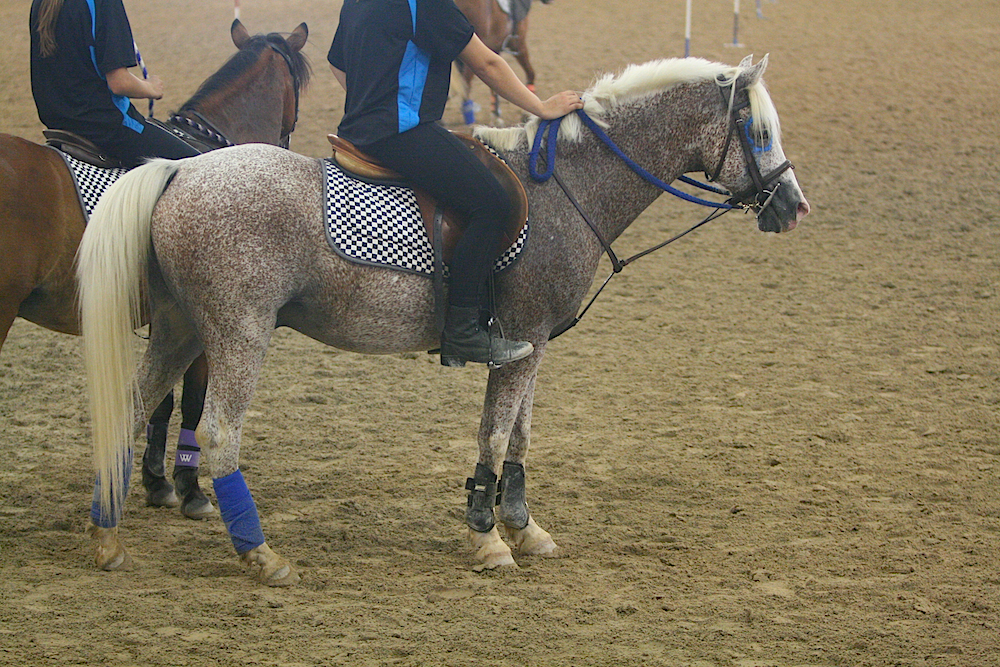
Сіра в гречку
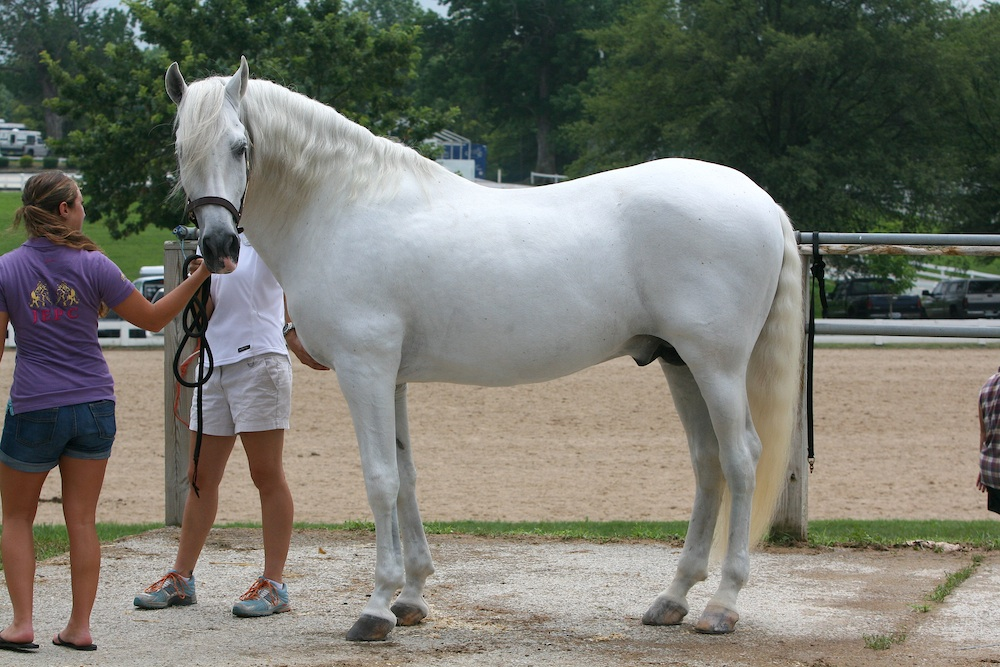
Світло-сіра

## Поширення

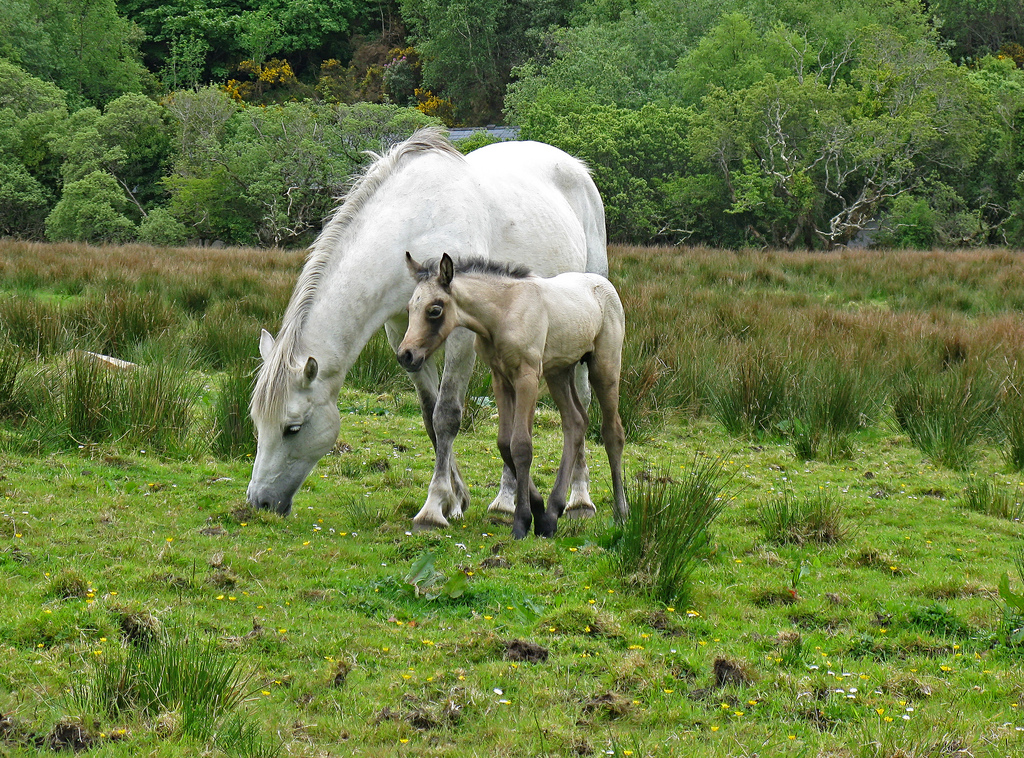
Коннемара поні сірої масті.

Сіра масть зустрічається майже у всіх породах коней незалежно від напрямку роботи — верхових, упряжних, ваговозних, рисистих, спортивних, мініатюрних тощо. Відомі породи коней з цією мастю: андалузький, арабський, булонський ваговозний, камаргу, коннемара, ліпіцанер, орловський рисистий, український верховий, чистокровний верховий, шагія, шайрський. Ті породи, в яких немає сірої масті, зазвичай виводилися ізольовано та направлені на збереження лише однієї чи декількох конкретних мастей. Сірої масті немає в породах, які зберегли своє аборигенне коріння, наприклад у гуцульських коней та польського коника, сіра масть також нехарактерна для диких предків коней та їх найближчих родичів, Коней Пржевальського.

## Ген Grey
Ген раннього посивіння STX17 успадковується аутосомно-домінантно у вигляді алелів Grey (G). Це означає невідворотність явища посивіння у представників як з обома алелями цього гену (GG), так і лише з одним (Gg).
- За гомозиготного набору цих алелів (GG) хоч у одного з батьків кожен нащадок отримає як мінімум один алель цього гену, тобто буде сірої масті незалежно від підбору пари.
- За гетерозиготного набору (Gg) ймовірність передачі становить 50 %, це також означає, що від гетерозиготно-сірих батьків можливо отримати потомство не сірої масті (gg).

Роботу гену пов'язують не лише з наявністю візуального результату у вигляді сірої масті коней, а й з хворобами. Більше 75 % сірих коней у віці від 15 років стикаються з меланомами, а отже, вищим, ніж у коней інших мастей, ризиком пухлинних захворювань. За ветеринарно-медицинською концепцією сіра не є мастю насправді, як набір особливостей пігментації тварин, а вважається проявом захворювання меланоцитів, оскільки в її основі закладений механізм, що характеризується накопиченням численних порушень процесу синтезу пігментів. Такі пошкодження і проходять в два основні етапи: помітна повна гіпперпігментація та поступове так зване виснаження пігменту, що візуально проявляється в окремих стадіях посивіння коней.

## Символізм
Коні сірої масті різноманітних відтінків займають своє місце в історії конярства і кіннозаводства. Довгий час символом орловської рисистої породи вважався «рисак у яблуках», ліпіцанерів ототожнювали з сірими цирковими кіньми, а символізм світло-сірих коней арабської чистокровної породи яскраво виражений і закріплений у загальновідомому афоризмі про «принца на білому коні», хоча насправді сірі коні не є повністю білими, і є щонайменше дві масті, які претендують на звання називатися білою (справжня біла масть коней та ізабелова масть). Нерідко сірого коня називали сивим, вживаючи ці слова як синоніми.
«Дай же ти, Боже, сив кониченька, Гей, дай Боже! Жеби-с ним їздив межи копоньки, Як місіченько межи зьвіздоньки» (Українська усна словесність).
«Ішов святий Авраам по крутих горах, по мохах, болотах, по ницих лозах, замочився, заросився, нігде йому спочить; прийшов, сів, спочив на сірім коні, устав і пішов, за собою перелоги, уроки, примовки поніс» (М. Новикова).
«Сірий яблукатий жеребець був обвішаний ловецьким добром: i з лівого, й з правого боку Богдан припасував до сідла шість сирих i важезних лосячих шкур — здобуток місячного блукання» (І. Білик).
«Попереду клубком куряви котить табун, за табуном — Степан, а за кіньми і Степаном — він, Шептало. І можна досхочу тішитися уявою, що це він, білий кінь, жене до водопою і сірих, і вороних, і гнідих, і перистих» (В. Дрозд).

Коні сірої масті в живописі.
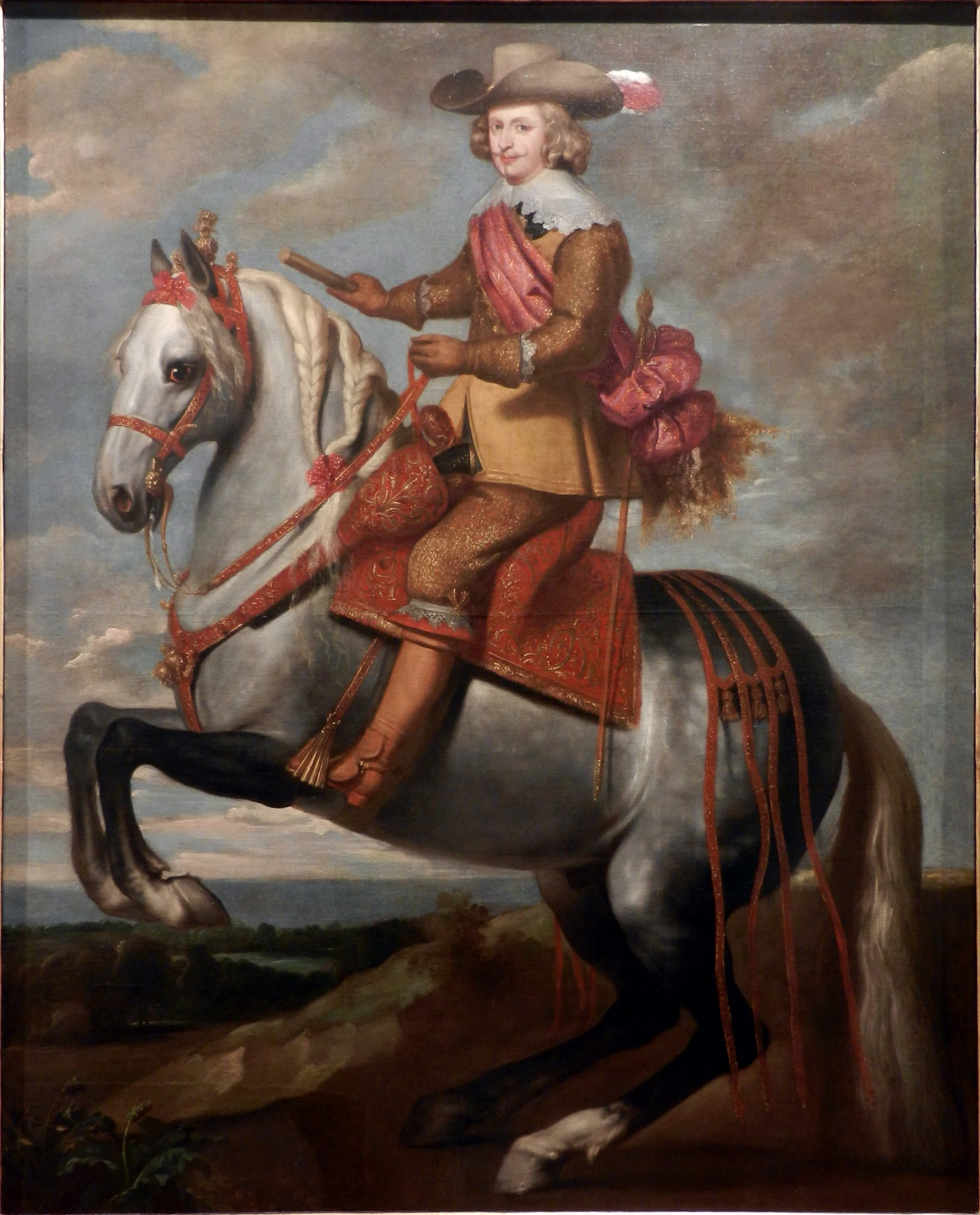
Кардинал-диякаон Фердинанд Австрійський,1639, Гаспар де Крайєр.
Кінь Карла ХІ, 1684, Давид Клекер-Еренштраль.
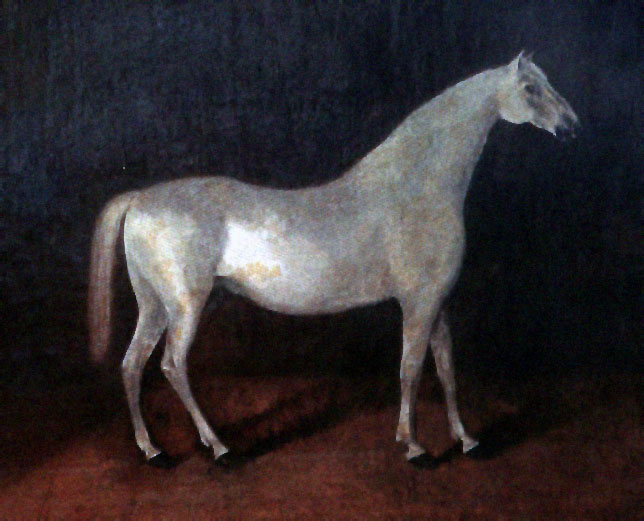
Портрет арабського жеребця Сметанки - засновника орловської рисистої породи, 18 ст., невідомий художник.
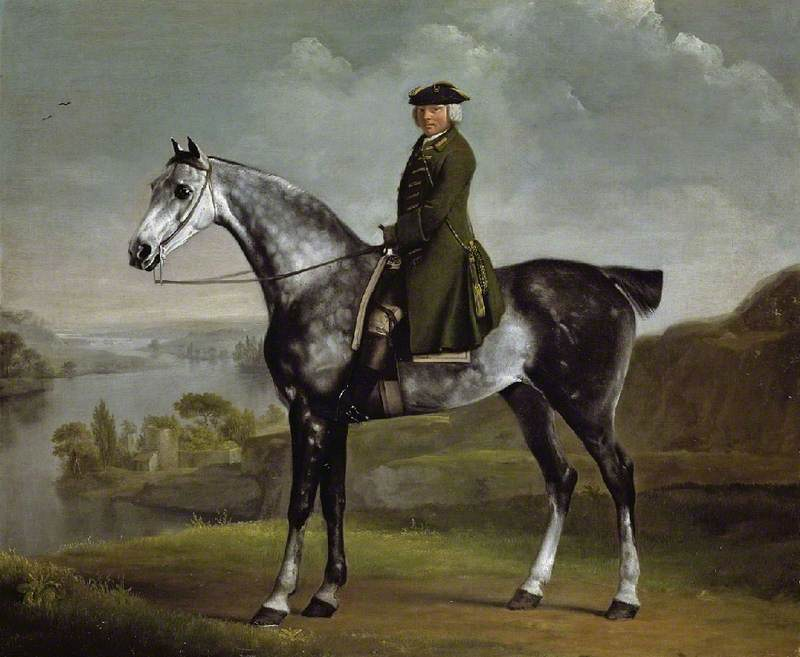
Лейтенант Джозеф Сміт Есквайр на сірому в яблука коні, 18 ст., Джордж Стабс.
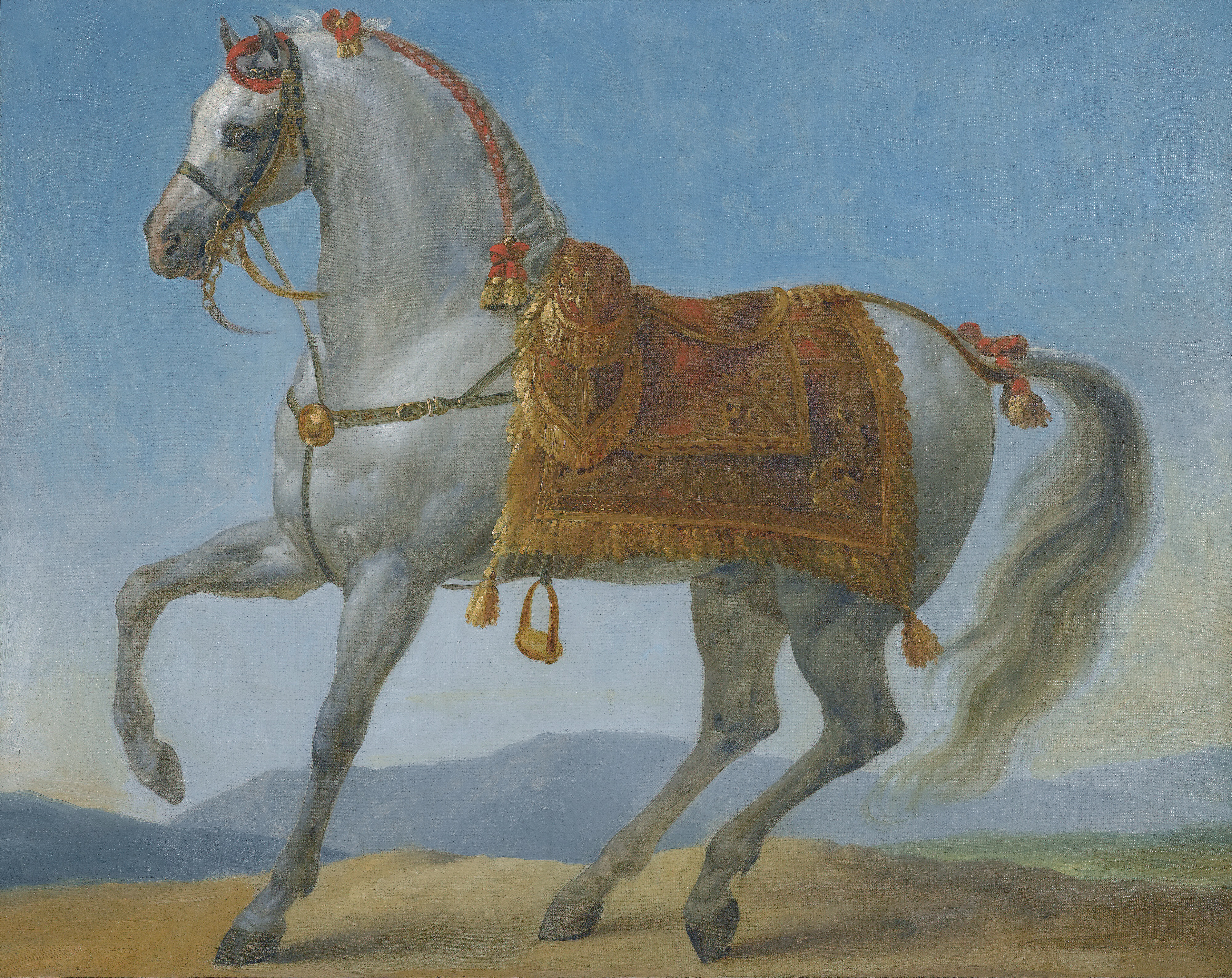
Арабський жеребець Маренго, кінь Наполеона, 1801, Антуан-Жан Гро.
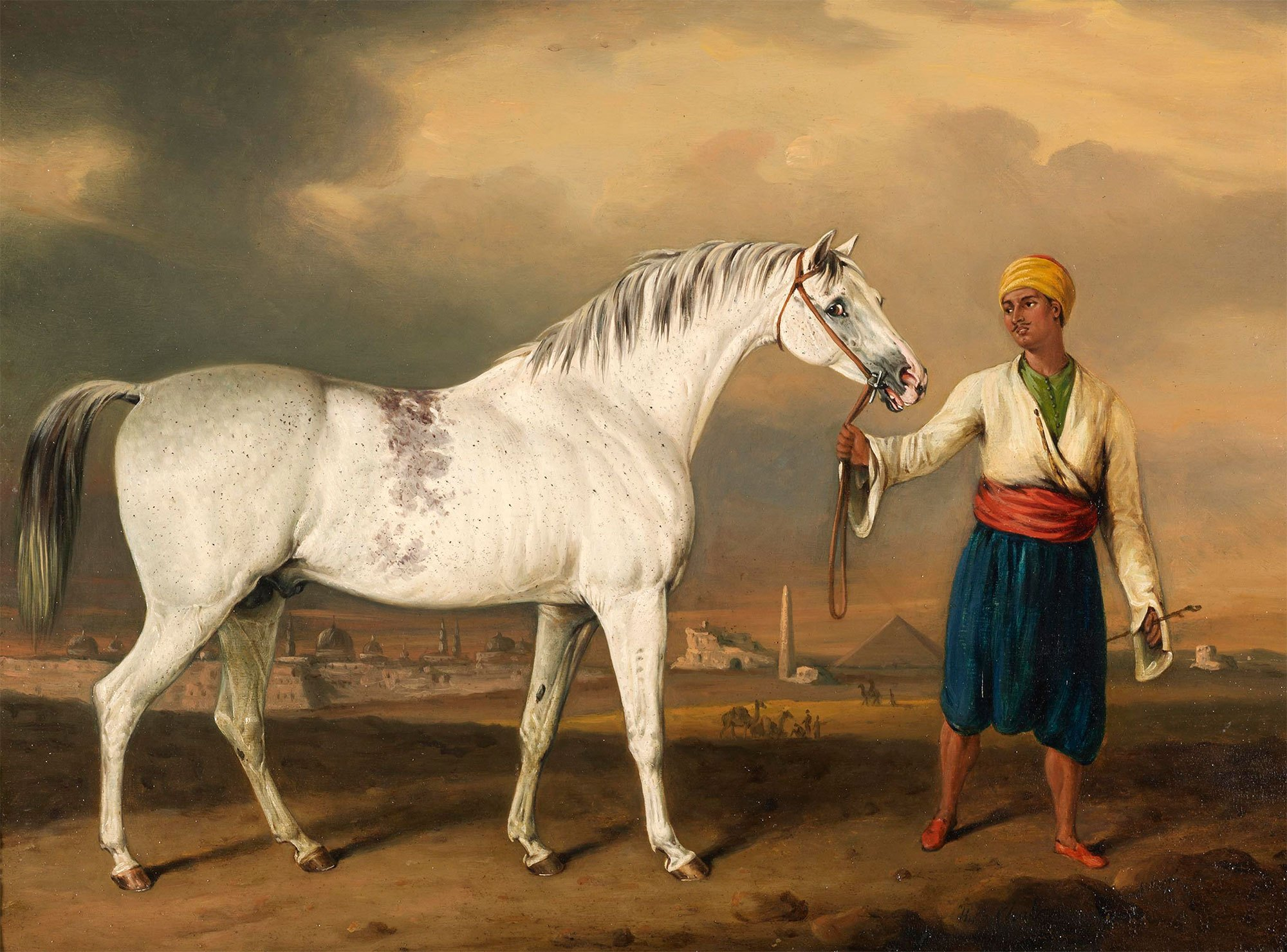
Арабський жеребець Малькольм сірої масті з грумером на фоні пустельного пейзажу арабського містечка та піраміди, 1819, Генрі Бернар Шалон.
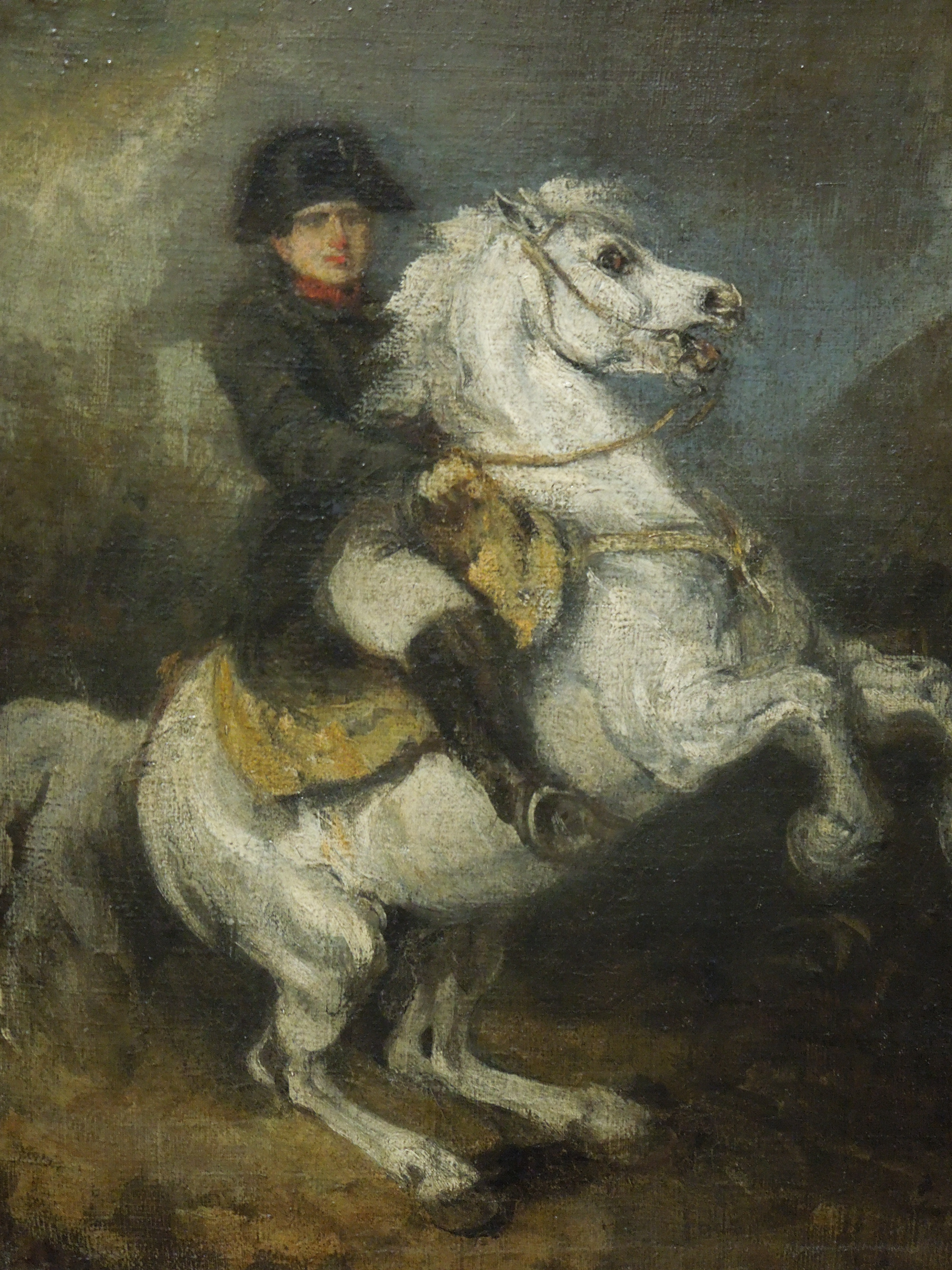
Наполеон на коні, 1837, Пйотр Міхаловський.
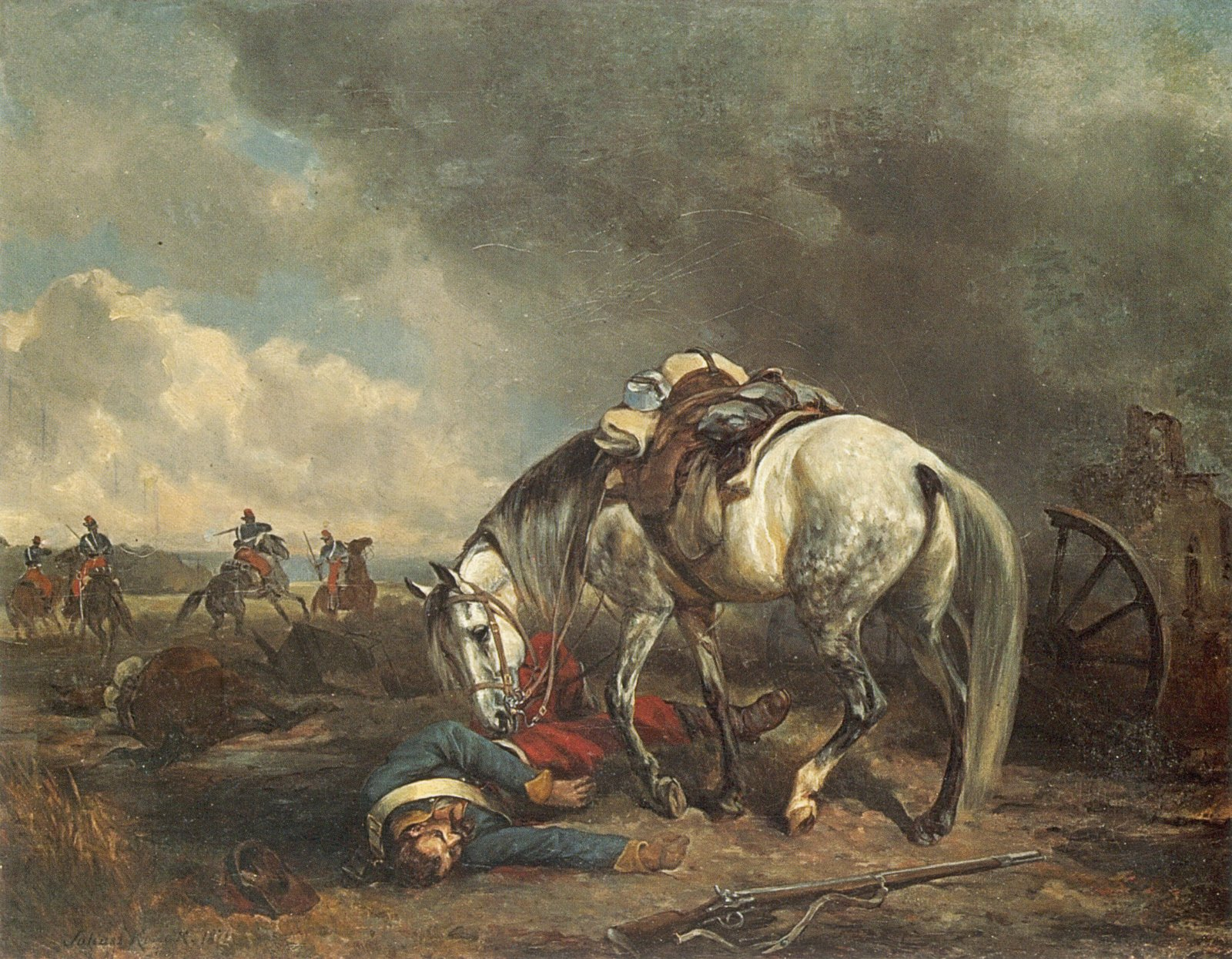
Вірний товариш, 1871, Юліуш Коссак.
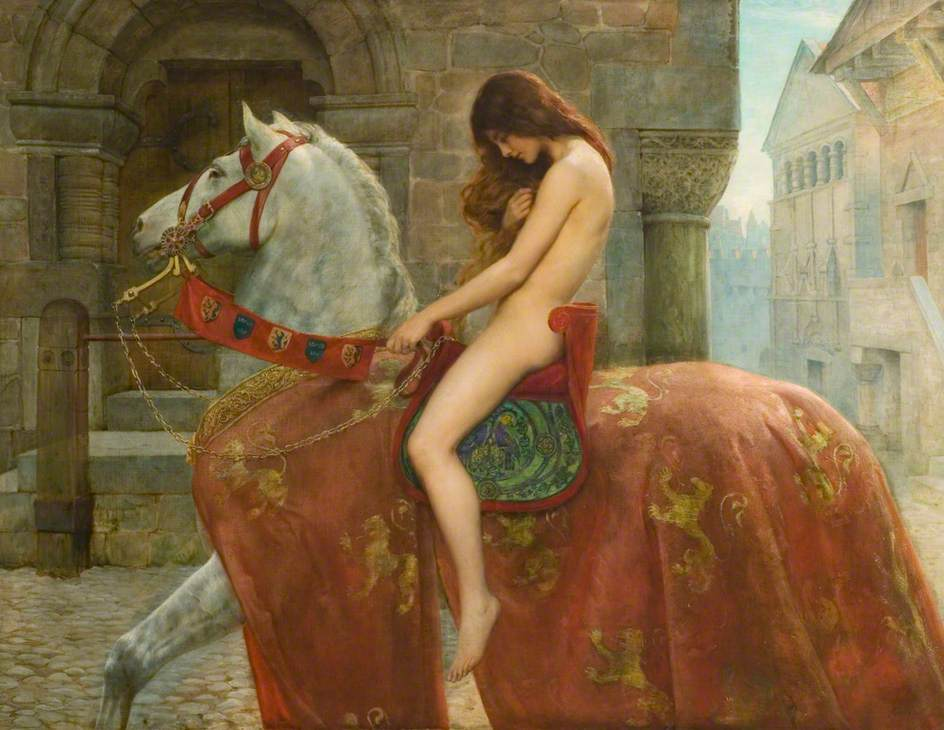
Леді Ґодіва, 1898, Джон Кольєр.
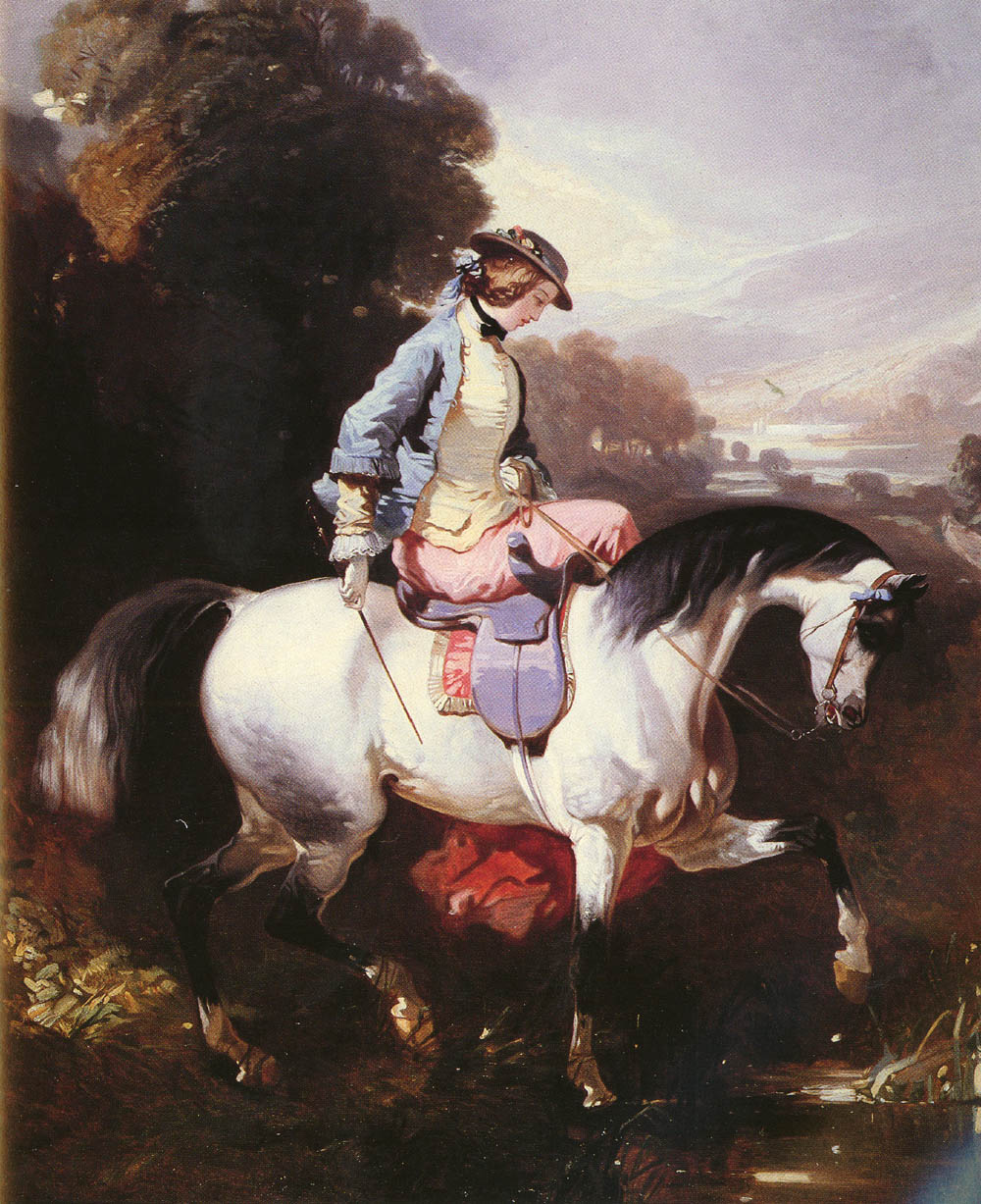
Елегантна вершниця, 19 ст., П’єр-Альфред Дедре.